# Le Cateau Military Cemetery
Le Cateau Military Cemetery est l'un des quatre cimetières militaires de la Première Guerre mondiale situés sur le territoire de la commune du Cateau-Cambrésis dans le département du Nord. Les 3 autres sont Le Cateau Communal Cemetery, Quietiste Military Cemetery et Highland Cemetery Le Cateau.

## Historique
Le Cateau a été le théâtre d'une bataille livrée par le 2e corps britannique le 26 août 1914 contre les forces allemandes. Après la retraite des armées alliées, la ville est restée ensuite entre les mains des Allemands jusqu'en octobre 1918, date à laquelle elle fut reprise par le 5e Connaught Rangers. Pendant la guerre, Le Cateau était un important centre hospitalier. Le cimetière militaire a été aménagé à l'origine par les Allemands en février 1916 avec des parties séparées pour le Commonwealth et les morts allemands.

## Caractéristique
Ce cimetière du Commonwealth est contigu au Cimetière Militaire allemand. Il comporte les tombes de 513 soldats tombés pendant la Guerre 14-18.

## Galerie

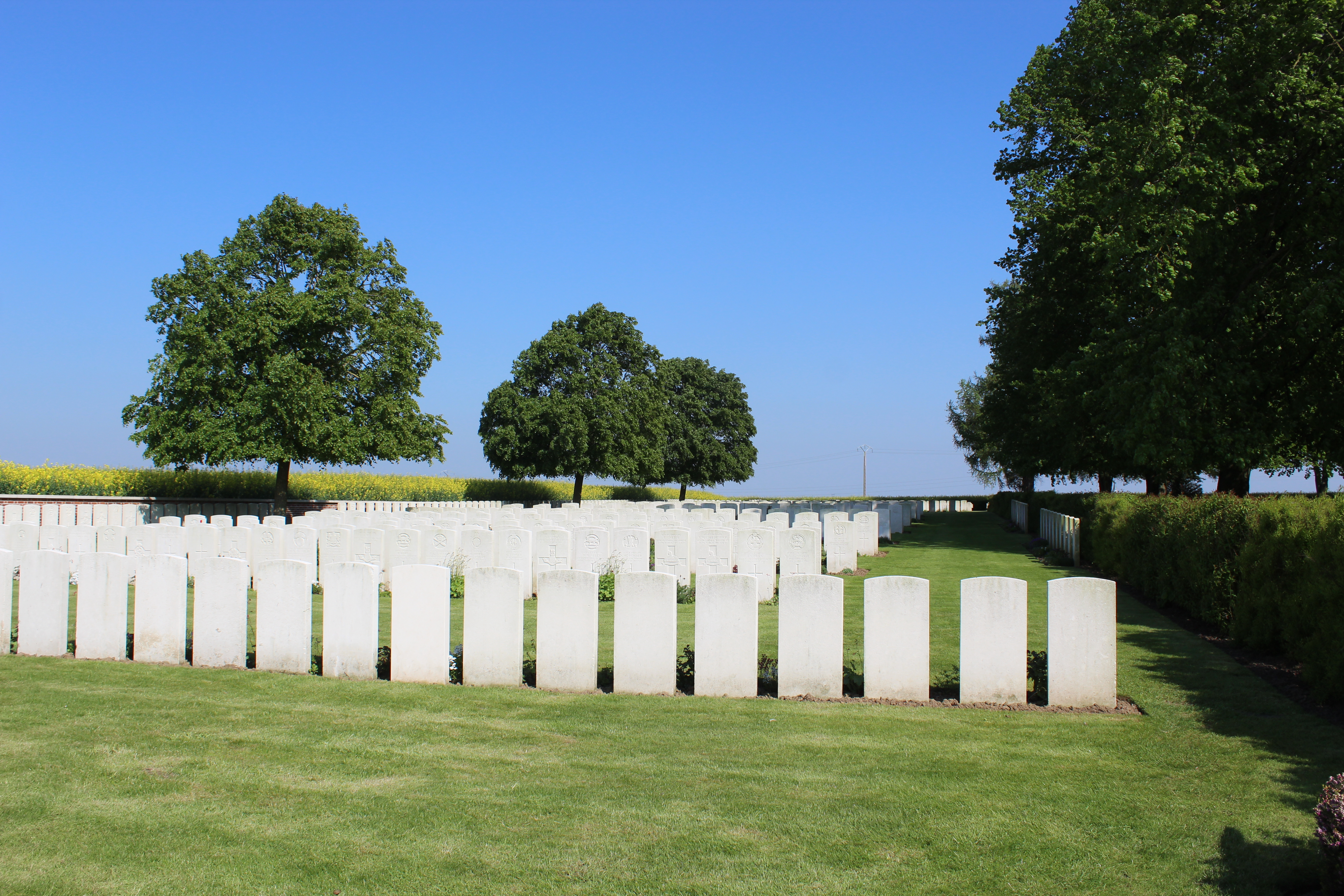
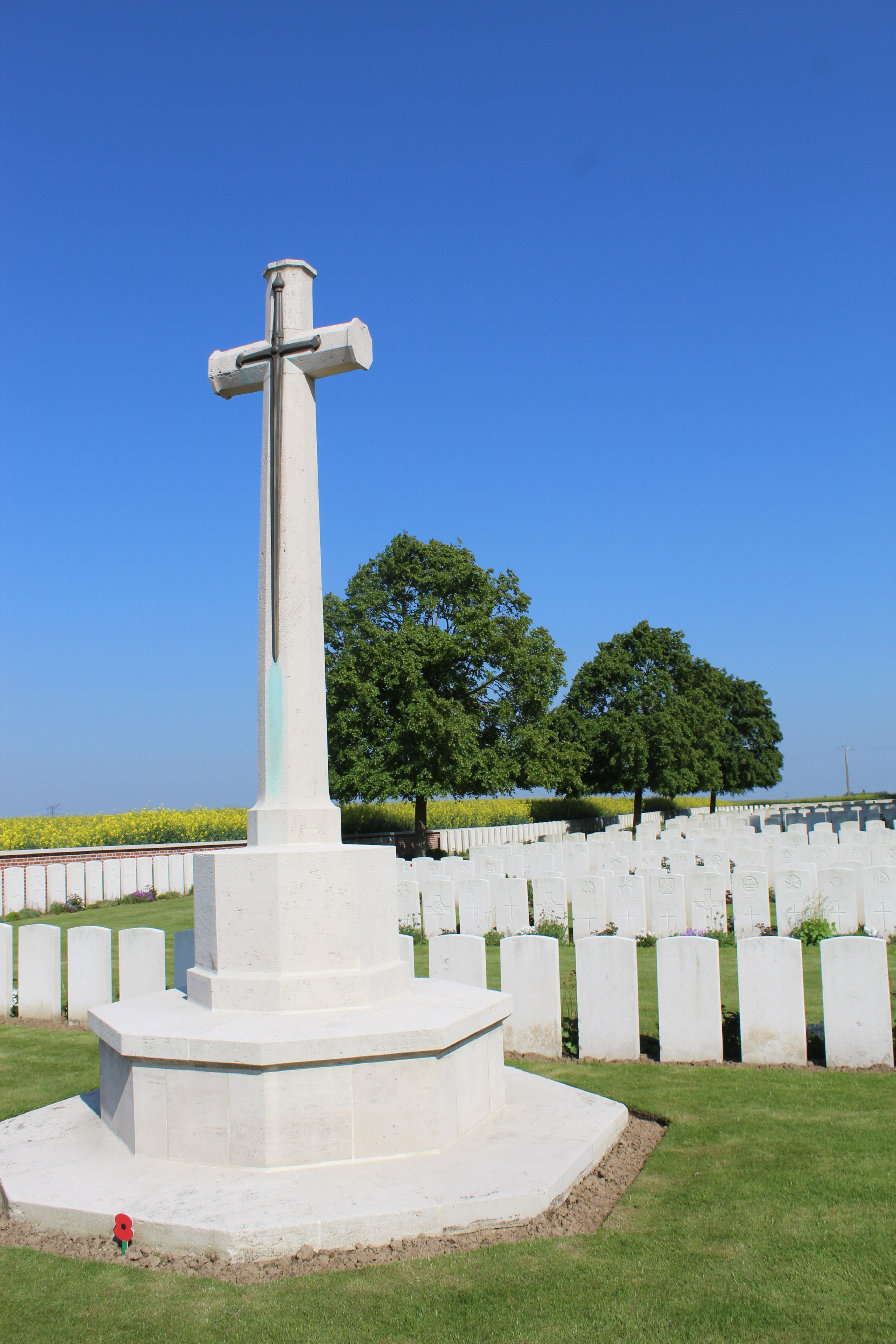
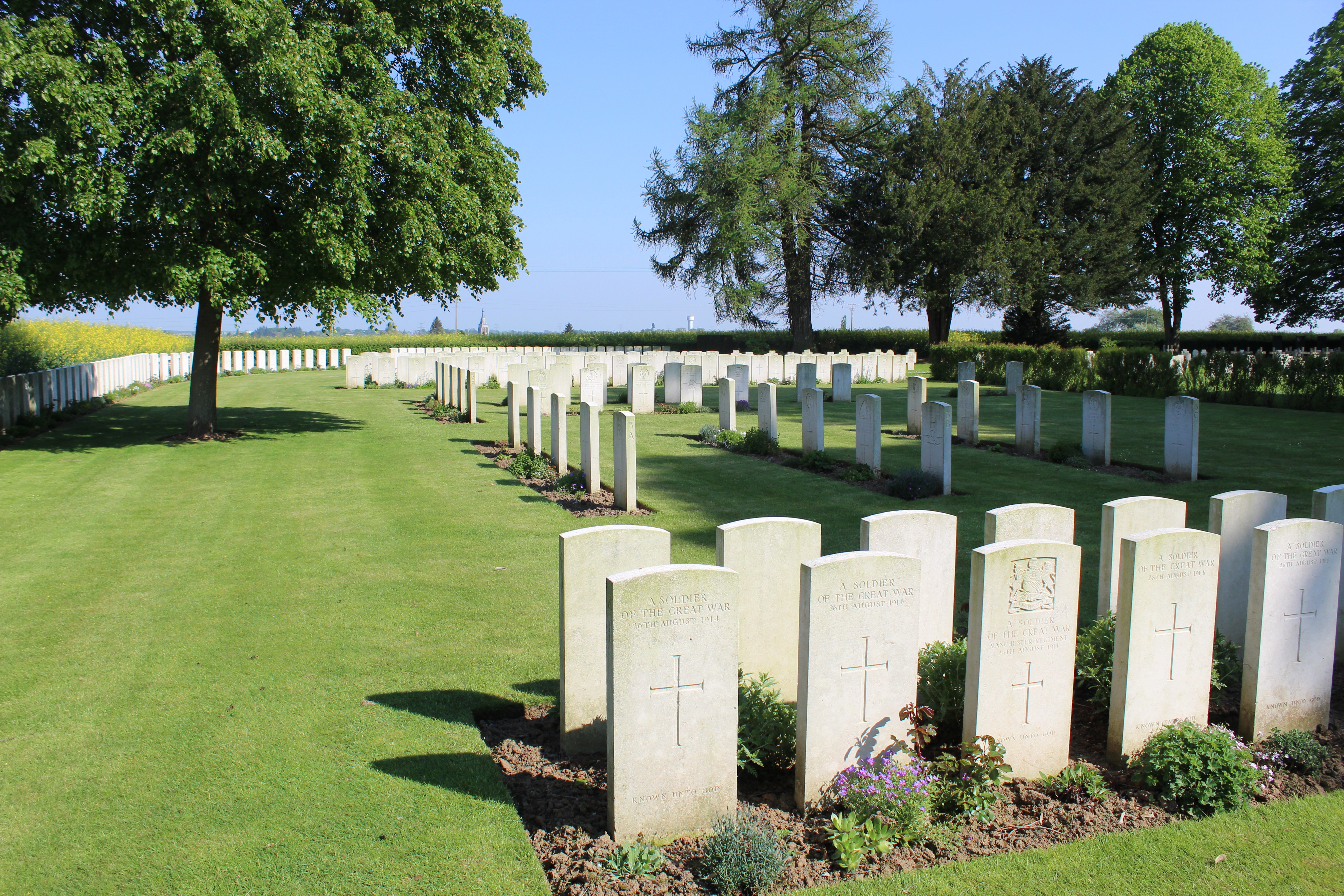

## Sépultures
| Pays                   | Sépultures |
| ---------------------- | ---------- |
| Royaume-Uni            | 477        |
| Canada                 | 2          |
| Union d'Afrique du Sud | 24         |
| Nouvelle-Zélande       | 2          |
| Australie              | 6          |
| Allemagne              | 2          |
| Total                  | 513        |